# 史蒂夫·普賽爾
史蒂夫·羅斯·普賽爾（英語：Steve Ross Purcell，1961年—）是出生於美國北加利福尼亞州，從事在漫畫、電子遊戲、動畫等方面領域的創作者。個人所代表漫畫作品為1987年起開始發表的《妙探闖通關》，電子遊戲方面的經歷則有替LucasArts、Telltale Games等廠商發行作品參與遊戲美工；以及將自身漫畫作品《妙探闖通關》改編成相關電子遊戲系列，在動畫部分有在皮克斯工作室下數篇作品負責角色設計和配音演出、或是劇本方面撰寫；並且擔任皮克斯2014冬季推出的短篇動畫《玩具總動員：迷失時空》導演。

## 經歷

### 早期職業生涯
在加州藝術學院就讀時，普賽爾主要專研漫畫方面的技法與科目。1982年從學院畢業後，普賽爾從事自由接案的插畫家工作，當時普賽爾曾接洽漫威漫畫或是遊戲商混沌元素等所出版作品的插圖美術。1987年普賽爾在Fishwrap Productions出版商裡，開始連載在過去小時候裡；以普賽爾的弟弟所想出的一對狗與兔子的偵探組合故事為雛型，發表出描述一位名為「山姆」（Sam）的擬人化狗警探與他的小兔子跟班「麥斯」（Max）一同打擊犯罪的喜劇漫畫《妙探闖通關》。

### LucasArts時期

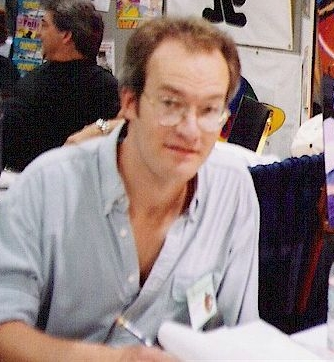
在1992年聖地牙哥國際動漫展會場上的史蒂夫·普賽爾。

1988年普賽爾受僱於盧卡斯影業旗下的遊戲商LucasArts、負責一款遊戲的動畫部份，而該款遊戲因之後開發計劃中止，讓普賽爾遭受了資遣。
不過隨後普賽爾被LucasArts再次僱用、於大衛·福克斯所監製的《異形大進擊》裡負責遊戲美術。而普賽爾在LucasArts裡前幾年頭主要負責數款冒險遊戲的美工或圖形處理，如參與《猴島小英雄》系列作品中的《猴島的秘密》、《猴島小英雄2：老查克的復仇》，或《紗之器》等。此期間除抽空發表數本《妙探闖通關》的新作品外，也在1992年於漫威漫畫公司上繪製改編自同款LucasArts遊戲《城市超人》的漫畫。
之後於1993年，普賽爾在LucasArts推出了第一款《妙探闖通關》的改編冒險遊戲《妙探闖通關 大腳之謎》，普賽爾除處理該遊戲的美術部份外，並親自擔任遊戲設計者之一。
而在替《大力神的冒險》以及《猴島小英雄》系列的第三作《猴島的詛咒》處理完美術事務後，普賽爾離開了LucasArts。

### 離任LucasArts
在1996年期間普賽爾開始與隸屬加拿大動畫公司Nelvana的劇本編輯丹·史密斯（Dan Smith）合作，計畫拍攝《妙探闖通關》所改編的電視動畫。之後在1997年《妙探闖通關：自由警探的冒險》（ The Adventures of Sam & Max: Freelance Police）於美國、加拿大、英國等地方電視台播放，而普賽爾除負責一些集數的劇本編寫外、也提供各集裡所出現的笑話內容。另因《妙探闖通關》原作漫畫裡會有著出現暴力場景描寫、或是較低俗的嘲諷玩笑，在改編之電視動畫中則修正成適合老幼年齡的普級內容，普賽爾表示著即使有如此情況；電視動畫中登場的角色仍保持原作漫畫裡那種並非用二分法來判斷事物的道德觀。這段期間普賽爾也與漫畫家麥克·米葛諾那、蓋瑞·吉亞尼（Gary Gianni）等人合作繪製了一些以《地獄怪客》為題材的漫畫。
在《妙探闖通關》的電視動畫播放結束後，普賽爾任職於盧卡斯影業旗下的特效公司光影魔幻工業。當時普賽爾原本被派任處理一部以《科學怪人》改編影片的數位視覺效果，但該影片最後宣佈製作中止，不過普賽爾後續認為當時處理的一些成果；有幫助到往後光影魔幻工業製作2004年電影《凡赫辛》的視覺效果內容。之後普賽爾曾被邀請成為將冒險遊戲《猴島小英雄》；改編為電影動畫的製作團隊，但此改編計劃最後也宣告無疾而終，多年後普賽爾則在個人部落格上秀出當時為此一事所繪製的概念美術圖稿。

### 皮克斯與Telltale Games時期
離開光影魔幻工業後，普賽爾進入了3D動畫室皮克斯工作室。雖已任職於皮克斯下，普賽爾仍擔任了2002年由LucasArts計畫製作的《妙探闖通關》新遊戲《妙探闖通關：自由警探》之開發顧問，並且為此遊戲製作團隊總監麥克·施特姆勒提供了概念美術、以及劇本方面的協助，但因2004年LucasArts宣佈了取消這款遊戲的製作，則讓普賽爾對此感到失望且不能理解。
之後普賽爾與由前LucasArts員工丹·康納斯（Dan Connors）與凱文·布魯納（Kevin Bruner）成立的遊戲公司Telltale Games合作，在2006年發表《妙探闖通關》新的改編電子遊戲《妙探闖通關 拯救世界》，而普賽爾雖負責了此遊戲劇本和遊戲盒裝的美術等事務，但他對此自謙只在這次的開發團隊裡幫了最小的忙。之後2007年至2010年期間普賽爾除協助替Telltale Games發行的《妙探闖通關 穿越時空》、《妙探闖通關 惡魔劇場》開發遊戲外，也在2005至2007年期間在Telltale Games的網站上，以網路漫畫形式發表《妙探闖通關》的新漫畫；並替自己拿下2007年埃斯納獎中最佳網路漫畫作品榮譽。於《妙探闖通關 》發行第20週年的2008年裡，普賽爾與Telltale Games公司也順勢推出慶賀的特別版作品。
而在皮克斯裡的普賽爾有為2006年推出的動畫電影《汽車總動員》擔任了部份劇本的處理以及角色配音、和此作品衍生的短篇動畫《拖線遇上鬼火》裡頭登場的新角色造形設計，以及以《汽車總動員》為主題改編的電子遊戲系列的配音與劇本。之後在2012的《勇敢傳說》中普賽爾除擔任作品的劇本及配音外，還與布蘭達·查普曼、馬克·安德魯斯一同成為此動畫的聯合導演、首次參與了影片執導事務。而2014年12月於美國廣播公司播放的聖誕節前期間之特別動畫《玩具總動員：迷失時空》，普賽爾則獨自擔任了該作品導演。另普賽爾曾表示不會考慮將他的漫畫《妙探闖通關》改編成皮克斯旗下的3D動畫電影，因會有兩者風格上不一致的問題。

## 創作．參與作品

### 漫畫書籍

#### 原創作品
- 妙探闖通關系列（1987至1992年、1995年、1997至1998年、2005至2008年）

#### 漫威漫畫出品
- Amazing High Adventure（1984年）：封面美術
- New Mutants（1986年）：鉛筆繪製
- Alpha Flight（1987年）：鉛筆繪製
- Marvel Comics Presents（1990年第41期）：金剛狼角色繪製

#### 黑馬漫畫出品
- Dark Horse Presents（1996年）：劇本
- Hellboy Christmas Special（1998年）：劇本、繪製、上色

#### DC漫畫出品
- Secret Files and Origins（2005年）

#### 其它漫畫
- Fish Police（1987年第6、7、9期）：鉛筆繪製
- 城市超人（1992年）
- The Effigy Mound（2007年）
- Brave: One Perfect Day（2012年）

#### 雜誌
- Different Worlds（1984年第33、35、36、37期）：封面美術
- RuneQuest（1987至88年）：封面美術
- Fast Forward（1992年第3期）：鉛筆繪製、上色

### 電子遊戲

#### LucasArts出品
- 瘋狂大樓（1987年）：於1988年再版的盒裝背面美術
- 異形大進擊（1988年）：美術
- 他們最美好的時光（1989年）：測試員
- 瘋狂水管（1989年）：美術
- 聖戰奇兵（1989年）：美術、動畫
- 紗之器（1990年）：美術、圖形、動畫
- 猴島的秘密（1990年）：美術、圖形
- 猴島小英雄2：老查克的復仇（1991年）：美術、圖形、動畫
- 鄰居不是人（1993年）：美術
- 妙探闖通關 大腳之謎（1993年）：遊戲設計、美術、圖形
- Mortimer and the Riddles of the Medallion（1996年）：美術
- 大力神的冒險（1997年）：美術
- 猴島的詛咒（1997年）：美術

#### Telltale Games出品
- 妙探闖通關 拯救世界（2006～2007年）：遊戲設計、劇本
- 妙探闖通關 穿越時空（2007～2008年）：遊戲設計、劇本
- 猴島傳說（2009年）：美術
- 妙探闖通關 惡魔劇場（2010年）：美術

#### THQ出品
- 汽車總動員（2006年）：劇本、配音
- 汽車總動員：Radiator Springs Adventures（2006年）：劇本、配音
- 汽車總動員：Mater-National Championship（2007年）：劇本、配音

#### SEGA出品
- ToeJam & Earl（1991年）：角色概念設計
- ToeJam & Earl in Panic on Funkotron（1993年）：角色概念設計

#### 3DO出品
- The Horde（1994年）：美術

### 動畫

#### 皮克斯出品
- 汽車總動員（2006年）：額外劇本、配音
- 拖線遇上鬼火（2006年）：額外角色設計
- 料理鼠王（2007年）：製作群
- 喬治與艾傑（2009年）：配音
- 勇敢傳說（2012年）：聯合導演、劇本、配音
- 玩具總動員：迷失時空（2014年）：導演、劇本、配音

#### 其它
- 岡比（1988年）：劇本
- The Completely Mental Misadventures of Ed Grimley（1988年）：製作群
- 妙探闖通關：自由警探的冒險（1997～1998年）：劇本、角色設計

## 私人生活
在2000年的訪談上普賽爾表示著繪畫就是他生命的一切，而他在小時三歲期間便養成繪畫習慣。而在創造靈感部份他認為自己是依靠學一件事、會一件事的方法，雖然自己小時並不是才能特別出眾的人、但比其他人花了更多努力。另馬克思兄弟、彼得·塞勒斯、蒙提·派森等人是普賽爾欣賞的喜劇演出者。
漫威漫畫公司的漫畫家麥克·米葛諾那、以及亞瑟·亞當斯（Arthur Adams）等人與普賽爾是在就讀加州藝術學院期間便有了交情。而普賽爾的妻子克萊特·米肖（Collette Michaud）是之前與他在設計電子遊戲《妙探闖通關 大腳之謎》時的開發團隊成員之一，在婚後則為普賽爾生下了兩名孩子。